# 嘻哈小天才
《嘻哈小天才》，是刘飒的漫画，漫画主要讲述毛小蒙为了克服害怕女生的毛病（尤其害怕同班的葛琪琪），就制造出了机器人GIGI，却引发了更多的误会。云南教育出版社出版。且有续篇《嘻哈奇侠传》，有在《飒漫画》刊载。